# Теорема о дедукции
Теорема о дедукции (лемма о дедукции, теорема дедукции) — один из фундаментальных результатов в теории доказательств, формализует способ рассуждения, при котором для установления импликации {\displaystyle A\Rightarrow B} используется {\displaystyle A} в качестве необходимого условия вывода. Используется для установления существования выводов и доказательств, не используя их построения. Впервые была явно сформулирована и доказана в 1930 году Эрбраном, а без доказательств использовалась Эрбраном в 1928 году. Независимо этот принцип был сформулирован Тарским в 1930 году. По сообщению Тарского, он знал и применял этот принцип еще в 1921 году.

## Формулировка дляисчисления высказываний
1. Если {\displaystyle A\vdash B}, то {\displaystyle \vdash A\Rightarrow B}.
2. Если {\displaystyle A_{1},...,A_{m-1},A_{m}\vdash B}, то {\displaystyle A_{1},...,A_{m-1}\vdash A_{m}\Rightarrow B}.

Здесь {\displaystyle A,B,A_{1},...,A_{m-1},A_{m}} — логические формулы (формальной теории {\displaystyle L} для исчисления высказываний), {\displaystyle A\vdash B} означает, что формула {\displaystyle B} выводится из формулы {\displaystyle A} (в теории {\displaystyle L}), а {\displaystyle \vdash B} означает, что формула {\displaystyle B} доказуема (является теоремой теории {\displaystyle L}). Знак {\displaystyle A\Rightarrow B} означает логическую операцию импликации.

## Формулировка длятеорий первого порядка
Пусть {\displaystyle \Gamma } — подмножество (возможно пустое) формул некоторой теории первого порядка {\displaystyle K}, {\displaystyle A} и {\displaystyle B} — формулы теории {\displaystyle K}. Тогда если существует такой вывод формулы {\displaystyle B} из множества формул {\displaystyle \Gamma \cup \{A\}}, в котором ни при каком применении  правила обобщения к формулам, зависящим в этом выводе от формулы {\displaystyle A}, не связывается ни одна из свободных переменных формулы {\displaystyle A}, то {\displaystyle \Gamma \vdash A\Rightarrow B}.